# Devoldkalven
Devoldkalven är en kulle i Antarktis. Den ligger i Östantarktis. Norge gör anspråk på området. Toppen på Devoldkalven är 2 215 meter över havet, eller 240 meter över den omgivande terrängen. Bredden vid basen är 1,2 km.
Terrängen runt Devoldkalven är platt åt nordväst, men åt sydost är den kuperad. Trakten är obefolkad. Det finns inga samhällen i närheten.